# AGPgart
Pour les articles homonymes, voir GART.
 (septembre 2014).
En informatique, GART (Graphics address remapping table) ou AGPgart est un pilote informatique des systèmes d'exploitation Linux et Solaris qui met en œuvre certaines technologies d'accélération des cartes graphiques AGP. 
Le module du pilote utilise la mémoire système pour améliorer l'affichage sur des cartes vidéo ayant peu de mémoire et ayant donc besoin d'utiliser à la fois la mémoire système et celle incluse dans la carte graphique.
Exemple 
Les ordinateurs de bureau utilisant Intel 810/815g/855 peuvent fournir une résolution plus élevée via le serveur X.org en utilisant seulement 1 MégaOctets de RAM fournie par le BIOS.
La première version de ce pilote est apparue pour Solaris, sur la version 7/05 de Solaris Express Developer Edition.

## Historique
Historiquement, Jeff Hartmann fut le premier mainteneur d'agpgart. Une adaptation a été nécessaire pour le noyau 2.6.

## AGPgart sous linux
Sur les versions de Linux récentes, c'est le daemon udev qui crée automatiquement le fichier de périphérique /dev/agpgart par l'intermediaire du script MAKEDEV (en majuscules).